# Cucești
Cucești – wieś w Rumunii, w okręgu Vâlcea, w gminie Oteșani. W 2011 roku liczyła 234 mieszkańców.